# Metacomet

Philip, King of Mount Hope, 1772, durch Paul Revere nach einer Originalzeichnung des Augenzeugen Benjamin Church.

Metacomet (* um 1639; † 12. August 1676), auch King Philip oder Metacom, war der Obersachem der Wampanoag-Indianer und zwischen 1662 und 1676 zusätzlich Häuptling der Pokanoket, einer Gruppe der Wampanoag. Metacomet gilt als der Anführer im King-Philips-Krieg von 1675/76.

## Biografie
Massasoit, der Vater von Metacomet, war ebenfalls Sachem und wurde durch seine Befriedungspolitik zwischen Indianern und Pilgervätern bekannt. Als zweiter Sohn seines Vaters wurde Metacomet erst nach dem Tod seines älteren Bruders Wamsutta im Jahr 1662 Häuptling. Der plötzliche Tod seines Bruders während Verhandlungen mit weißen Siedlern schürte das Misstrauen des neuen Häuptlings gegen die Weißen.
Metacomet heiratete die Tochter seines Bruders, Wootonekanuske.

## King Philip’s War
Hauptartikel: King Philip’s War
Als Stammeshäuptling wollte er zuerst mit den Siedlern in Harmonie leben. Dies ging so weit, dass er den Namen Philip annahm und seine Kleidung in Boston kaufte. Die Situation änderte sich dramatisch, als die Zahl der Siedler immer mehr stieg und ihre Forderungen wuchsen. Hinzu kam, dass die Irokesen ihr Gebiet verlagerten und feindliche Stämme nach Osten in das Gebiet der Wampanoag trieben.
1671 verschärfte sich die Situation weiter, als ein Gerichtsurteil von den Indianern die Abgabe ihrer Waffen sowie die Übernahme der britischen Gesetzgebung verlangte. Obwohl diese Aufforderung nur teilweise erfüllt wurde, steigerte dies das Misstrauen von Metacomet.
Als man wegen immer größerer Siedlerzahlen weiße Siedlungen auf eindeutig als Indianergebiet deklarierte Gebiete baute, entstanden Feindseligkeiten. Hinzu kam, dass aufgrund des dadurch reduzierten Indianergebietes die Ureinwohner ihre traditionelle Handelsware, Felle gefangener Tiere, nicht mehr in ausreichender Zahl erbeuten konnten. Stattdessen verkauften sie in Not sogar ihr Land gegen Geräte und Waffen an Weiße.
Als John Sassamon, ein indianischer Übersetzer, den Weißen von einem geplanten Überfall berichtete und wenig später von Wampanoags ermordet wurde, eskalierte die Situation. Aufgrund eines indianischen Zeugen wurden Stammesangehörige festgenommen und nach einem Prozess gehängt. Die Indianer betrachteten dies als Eingriff in ihre Souveränität. Mit Zustimmung Metacomets überfielen sie ein Dorf weißer Siedler und ermordeten einige Bewohner. Als Reaktion darauf wurde am 28. Juni eine Siedlung der Wampanoag zerstört.

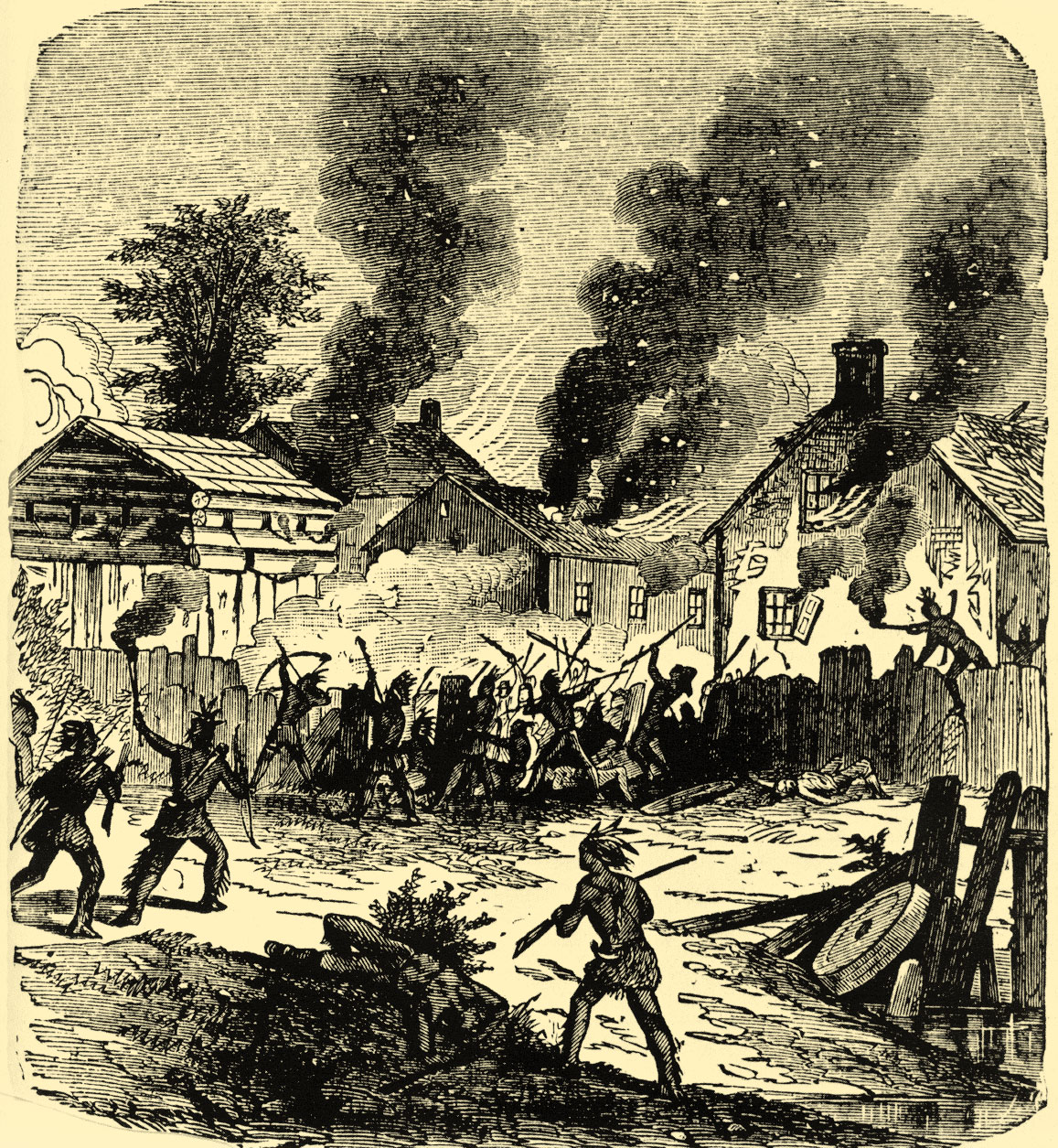
King Philip's Krieg

Die Kämpfe weiteten sich rasch aus und nach kurzer Zeit waren die Stämme der Pocumtuc, Narraganset und Nipmuck ebenfalls involviert. Die Indianer schafften es zwar, die Weißen in die größeren Städte zurückzudrängen, aber ihre Vorräte reichten nicht für einen längeren Krieg. 1675 versuchte Metacomet in den Mohawk Verbündete zu finden. Deren Gebiet war aber zuvor mehrfach überfallen worden, so dass sie nicht die  Möglichkeit hatten, den Wampanoag Nahrungsmittelhilfe zu leisten. Mehr und mehr Indianerstämme wurden besiegt oder ergaben sich der weißen Übermacht. Metacomet wurde isoliert und war gezwungen, in die Assowamse-Sümpfe zu fliehen. Die Weißen nutzten die Freundschaft indianischer Stämme und erlaubten ihnen Überfälle auf die Wampanoag, wobei sie die Beute teilweise behalten durften. Bei einem dieser Angriffe wurde Metacomet von dem Indianerprediger John Alderman am 12. August 1676 getötet. Zur Abschreckung wurde Metacomet enthauptet und sein Schädel mehr als zwei Jahrzehnte aufgespießt vor Fort Plymouth gezeigt. Sein achtjähriger Sohn und seine Frau wurden als Sklaven nach Bermuda verkauft.